# Èracli
Èracli, també anomenat Heraclius o Éracle, (nascut ??? -mort al 971) era l'abat de Lobbes i el bisbe de Lieja de 959 a 971.
Era d'origen saxó i un familiar de la casa d'Otó I el gran com ho era el seu successor Notger, el primer príncep-bisbe. Va ser degà de la col·legiata de Bonn abans de la seva ordenació com a bisbe de Lieja. Al 961, va atorgar una independència religiosa a l'abat de Lobbes, però la majoria de les terres de la regió entre el Sambre i el Mosa van escaure a la col·legiata de Sant Lambert de Lieja.
Al 965, segons la llegenda després de guarir-se miraculosament d'un càncer durant una romeria a Tours, va fundar la Col·legiata de Sant Martí al publicus mons o Publémont. Èracli va elegir aquest pujol abrupte per a la seva situació estratègica, més fàcil a defensar i protegit de les inundacions del Mosa. Pensava construir-hi el seu palau i una catedral dedicada a sant Lambert, però el seu successor va preferir el seti de la vall.
Després també va fundar la col·legiata de Sant Pau i hauria fundat l'abadia de sant Llorenç però molts historiadors pensen que aquesta ja existia un segle abans d'Èracli.
Va ordenar que tots els capítols i tots els monestirs organitzin escoles. Al 965, la població es va rebel·lar contra la política fiscal d'Èracli el que va crear un ambient revolucionari que va durar fins que el seu successor va oprimir-lo.
El seu mausoleu es troba a la Col·legiata de Sant Martí.